# Шведські мухи
Шведські мухи (Oscinella) — комахи родини злакових мух; шкідники (особливо вівсяна і ячмінна) хлібних і кормових злаків. Широко поширені шкідники злакових культур. Чорні, з жовтим черевцем, довжина тіла 1,5-3 мм, забарвлення чорне. Живляться (личинки) всередині стебел. Це рід мух з родини Chloropidae. Відомо близько 30 видів шведських мух, що зустрічаються в основному в місцях культивування злаків.
У вивченні екології шкідливих для сільського господарства видів шведських мух вагомий внесок зроблений українськими ентомологами Д. В. Знойко та М. В. Курдюмовим.

## Життєвий цикл
За рік шведські мухи встигають дати до 5 поколінь на півдні або 2-3 у північних регіонах. Відкладання яєць відбувається на молоді рослини, у яких не більше 2-3 листків, або в колоски. Личинка живе всередині стебла (рідше колоска) і живиться зачатком колоса або формується зерновкою. В результаті стебло рослини в'яне, центральний лист засихає. У пошкоджених рослин кукурудзи істотно скорочується число качанів. Зимують шведські мухи найчастіше у фазі личинки (рідше лялечки) в стерні багаторічних злаків і на сходах озимих.

## Найбільш відомі види
Найчастіше зустрічаються такі види:
- вологолюбна шведська муха вівсяна (Oscinella frit), що живе в основному на вівсі,
- посухостійка ячмінна шведська муха (Oscinella pusilla) — на ячмені та інших культурних злаках, крім вівса,
- Oscinella vastator — на яриці.

Останні два види живляться також такими рослинами: озимі жито й пшениця, кукурудза, деякі злакові трави.

## Галерея

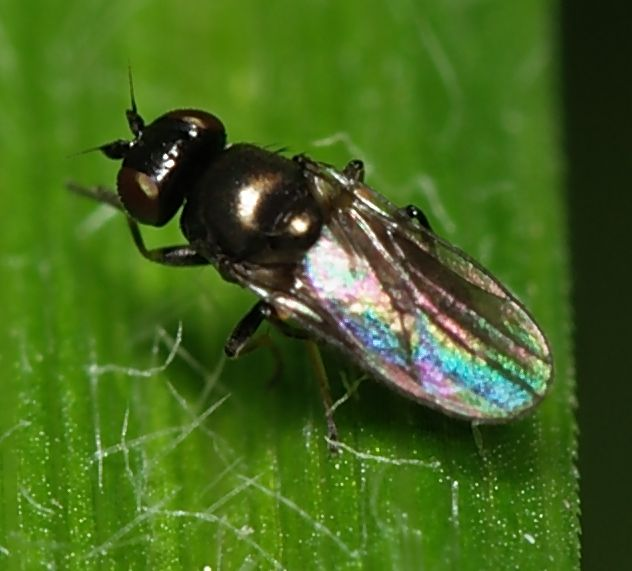
Шведська муха на листі рослини
- Спарювання шведських мух
- Шведська муха